# Jacek Sienkiewicz (producent muzyczny)
Jacek Sienkiewicz (ur. w Warszawie w 1976) – polski producent muzyki elektronicznej, wykonawca Live-Act, DJ. 
Rozpoczął karierę DJ-ską na początku lat dziewięćdziesiątych po udziale w pierwszych podziemnych imprezach w Warszawie. Prowadzi wytwórnię  Recognition w której wydaje własną muzykę oraz prace zaprzyjaźnionych artystów. Początki produkcji muzycznej Jacka związane są z Igorem Czerniawskim od którego pożyczał sprzęt oraz uczył się jego obsługi. Jego pierwsza płyta, Recognition, została wydana w 1999 pod pseudonimem, Recognition. W 2002 Jacek, już pod swoim nazwiskiem, wydał album Téchnè, który sygnuje Cocoon Recordings, wytwórnia płytowa Svena Vätha. W 2013r. wspólnie z Atom ™ wydał album "Wagner-zwei abhandlungen" z okazji 200. urodzin Wagnera. Wspólne występy owocują wydaniem albumu "Zero Time Collapsing" który jest zapisem występu na żywo. W 2014r. wziął udział w polskiej edycji BoilerRoom, wydarzenia, gdzie prezentowani są najciekawsi artyści klubowi danego kraju. W 2015r. wspólnie z Maxem Loderbauerem wydał album "Ridges", ich koncert został wydany na albumie "Live at Berlin Atonal 2015". 
Razem z Jurkiem Przeździeckim tworzy projekt "Tumult Hands".  

## Dyskografia (wybór)
Albumy
- Recognition (Recognition, 1999)
- Téchnè (Cocoon Recordings, 2002)
- Displaced (Cocoon Recordings, 2004)
- Modern Dance (Cocoon Recordings, 2009)
- On the Road (Cocoon Recordings, 2011)
- Nomatter (No., 2015)
- Drifting (Recognition, 2015)
- Hideland (Recognition, 2016)
- BNNT - Multiversion #5 (Instant Classic, 2019)[6]
- IMOW (Recognition, 2019)
- Stal[7] (More Music Agency, Recognition, NN, 2020) wspólny z AtomTM

Remiksy
- Frank Lorber/Sikora – Re_Boiled
- Sven Väth – Strahlemann und Söhne